# 整礎的集合
整礎的集合（せいそてきしゅうごう、well-founded set）とは、空集合に和集合演算やべき集合演算などの集合演算を繰り返し施すことにより得られる集合である。

## 定義
すべての順序数 α に対して、集合 Vα を次のように再帰的に定義する：
1. {\displaystyle V_{0}=\varnothing },
2. {\displaystyle V_{\alpha +1}={\mathcal {P}}(V_{\alpha })} ,
3. {\displaystyle \alpha \,} が極限順序数のとき、 {\displaystyle V_{\alpha }=\bigcup \{V_{\beta }\mid \beta <\alpha \}} 。

ある順序数 α に対して x ∈ Vα であるような集合 x を整礎的集合と呼ぶ。

## Vαの性質
1. すべての順序数α, β に対して，α < β ならば，Vα ⊆ Vβ となる。
2. すべての順序数α に対して，Vα は推移的集合である。すなわち，Vα ⊆ P(Vα) となる。
3. ON を順序数全体のクラスとすると，すべての順序数α に対して，Vα ∩ ON = α となる。

## 集合の階数
整礎的集合 x に対して、x ∈ Vα + 1 をみたす最小の順序数 α を x の階数（rank）といい、これを rank(x) で表す。
rank(x) = sup {rank(y)+1 | y ∈ x} が成立する。

## 正則性公理と整礎的集合
正則性公理を用いると、すべての集合が整礎的であることが示される。したがって、すべての集合に階数が定義される。